# Minzy
Gong Min-ji (hangul: 공민지), mer känd under artistnamnet Minzy, född 18 januari 1994 i Seoul, är en sydkoreansk sångerska.
Hon var medlem i den sydkoreanska tjejgruppen 2NE1 från gruppens debut 2009 till kort innan upplösningen 2016. Minzy släppte sitt debutalbum Minzy Work 01: Uno den 17 april 2017.

## Diskografi

### Album
| Albuminformation                                      | Topplacering          |
| Albuminformation                                      | Sydkorea (Gaon Chart) |
| ----------------------------------------------------- | --------------------- |
| Minzy Work 01: Uno (EP-skiva) - Släppt: 17 april 2017 | 10                    |

### Singlar
| År   | Titel                                                       | Topplacering          |
| År   | Titel                                                       | Sydkorea (Gaon Chart) |
| ---- | ----------------------------------------------------------- | --------------------- |
| 2009 | "Please Don't Go" (med CL)                                  | 6                     |
| 2017 | "I Wanted to Love" (OST: Rebel: Thief Who Stole the People) | —                     |
| 2017 | "Ni Na No" (med Flowsik)                                    | 44                    |